# Dedalopterus malyszi
Dedalopterus malyszi är en skalbaggsart som beskrevs av Bunalski 2001. Dedalopterus malyszi ingår i släktet Dedalopterus och familjen Melolonthidae. Inga underarter finns listade i Catalogue of Life.